# De vilde svaner (Der var engang...)
 For alternative betydninger, se De vilde svaner. (Se også artikler, som begynder med De vilde svaner)
De vilde svaner er en tegnefilm i serien Der var engang... (eng. titel The Fairytaler), der blev udsendt i forbindelse med H.C. Andersens 200 års fødselsdag i 2005.

## Danske Stemmer
- H.C. Andersen Henrik Koefoed
- Elisa Sofie Lassen-Kahlke
- Dronning Benedikte Hansen
- Gammel konge Kurt Ravn
- Ung konge Laus Høybye
- Mindste prins Frederik Larsen
- Ældste prins Sebastian Jessen
- Ærkebiskop Ole Lemmeke
- Gammel kone Malene Schwartz
- Fe Sonja Richter
- Elisa som barn Signe Lerche

## Øvrige stemmer
- Sofus Addington
- Vibeke Dueholm
- Joachim Helvang
- Dick Kaysø
- Flemming Quist Møller
- Jesper Lohmann
- John Hahn-Petersen
- Flemming Jensen
- Søren Madsen
- Steffen Addington

## Bagom
- Instruktør: Jørgen Lerdam
- Original musik af: Gregory Magee
- Hovedforfatter: Gareth Williams
- Manuskriptredaktører: Linda O' Sullivan, Cecilie Olrik
- Oversættelse: Jakob Eriksen
- Lydstudie: Nordisk Film Audio
- Stemmeinstruktør: Steffen Addington
- Animation produceret af: A. Film A/S
- Animationsstudie: Wang Film Production

En co-produktion mellem
Egmont Imagination, A. Film & Magma Film
I samarbejde med:
Super RTL & DR TV